# Galaktos-alfa-1,3-galaktos

Galaktos-alfa-1,3-galaktos

Galaktos-alfa-1,3-galaktos eller alfa-gal är en kolhydrat som finns i de flesta däggdjurs cellmembran, med undantag av markattartade apor och människoapor.
Alfa-gal tas vanligen oproblematiskt upp via maten. Om det däremot kommer in i blodet genom till exempel sår kan det väcka en immunreaktion hos människor. En person som blir biten av en fästing som tidigare har sugit blod från exempelvis ett rådjur kommer att exponeras för kvarvarande alfa-gal i fästingens mag–tarmkanal. Detta kan göra att personen utvecklar allergi mot alfa-gal i maten, ett tillstånd som brukar kallas för köttallergi. Fåglar och fiskar saknar alfa-gal och utlöser inte allergin.
Förekomsten av alfa-gal i gris är en av de främsta orsakerna till att människor avstöter deras organ efter transplantation.
Att flera apor saknar alfa-gal beror på en defekt gen som gör att de inte kan producera det. Defekterna skiljer sig åt mellan människoapor och vrålapor vilket innebär att de uppstått oberoende av varandra. Anledningen tros vara att alfa-gal är en inkörsport till vissa infektionssjukdomar. Genom att avstå från alfa-gal har de en viss resistens mot dessa sjukdomar. Att inte fler däggdjur saknar alfa-gal kan vara att de är beroende av luktsinnet där alfa-gal spelar en viktig roll. Apor som främst orienterar sig med synen har inte denna begränsning.